# Renouveau pédagogique
Le Renouveau pédagogique désigne une réforme de l'éducation née au début des années 2000 au Québec, et déployée dans les établissements secondaires depuis la rentrée 2005. Cette réforme s'inscrit dans la perspective du développement d'une approche par compétences. Pionnière pour ce qui est de l'introduction de la notion de compétences dans le curriculum, cette réforme connaît depuis ses débuts d'importantes difficultés et fait l'objet de controverses.